# Анархизм в Германии
Немецкий философ-индивидуалист Макс Штирнер оказал большое раннее влияние на анархизм. Впоследствии Иоганн Мост стал важным пропагандистом анархизма как в Германии, так и в Соединённых Штатах. В конце 19-го и в начале 20-го века под влиянием Штирнера появились анархисты-индивидуалисты, такие как Джон Генри Маккей, Адольф Бранд, Ансельм Рюст (Эрнст Самуэль) и Майнона (Саломо Фридлендер).
Анархисты Густав Ландауэр, Сильвио Гезелл и Эрих Мюзам занимали важные руководящие посты в структурах революционного совета во время восстания в конце 1910-х годов, известного как Баварская Советская Республика. Во время подъёма нацистской Германии Эрих Мюзам был убит в нацистском концентрационном лагере как за свои анархистские позиции, так и за своё еврейское происхождение. Активист-анархосиндикалист и писатель Рудольф Рокер стал влиятельной личностью в создании международной федерации анархосиндикалистских организаций под названием «Международная ассоциация рабочих», а также «Свободного рабочего союза Германии».
Современные немецкие анархистские организации включают анархо-синдикалистский союз свободных рабочих и Федерацию немецкоязычных анархистов (Федерацию немецких анархистов).

## Штирнер и другие пионеры
Историки-анархисты часто прослеживают корни немецкого анархизма до крестьянской войны в Германии 16-го века. С другой стороны, и Джеймс Джолл, и Джордж Вудкок считают, что эта ссылка преувеличена. Более поздние анархисты также называли либеральное мышление Фридриха Шиллера, Иоганна Вольфганга фон Гёте, Готхольда Эфраима Лессинга и Генриха Гейне предшественниками анархизма.
В первой половине 19 века в Германии не было значительного анархистского движения, о котором можно было бы говорить, но несколько мыслителей находились под влиянием анархизма, в частности Пьер-Жозеф Прудон. По словам Густава Ландауэра, мышление политического сатирика Людвига Бёрне, хотя и не было анархистским, имело некоторые параллели с анархизмом. Бёрне однажды заявил, что: «свобода возникает только из анархии — это наше убеждение, это урок истории». Композитор Рихард Вагнер, хотя его часто связывали с фашизмом, симпатизировал Михаилу Бакунину. В статье о Мартовской революции, которая позже будет перепечатана анархистской прессой, Вагнер сказал, что революция «уничтожит господство одного над многими […] и власть Всемогущего, закона, собственности». Именно эта статья побудила Макса Неттлау сравнить Вагнера с анархистом того периода.
Несколько немецких социалистов этого периода также проявляли анархистские тенденции. Молодой Вильгельм Вейтлинг, находившийся под влиянием Прудона и Луи Огюста Бланки, однажды написал, что «в совершенном обществе нет правительства, а есть только администрация, нет законов, а есть только обязательства, нет наказания, а есть средства исправления». Мозес Гесс также был анархистом примерно до 1844 года, распространяя теории Прудона в Германии, но впоследствии написал антианархистскую брошюру «Философия лета». Карл Грюн, хорошо известный своей ролью в спорах между Марксом и Прудоном, придерживался точки зрения, которую Неттлау сравнил бы с коммунистическим анархизмом, ещё живя в Кёльне, а затем уехал в Париж, где стал учеником Прудона. Вильгельм Марр, родившийся в Гамбурге, но в основном активный участник клубов «Молодая Германия» в Швейцарии, редактировал несколько антиавторитарных периодических изданий. В своей книге об анархизме «Анархия или власть» он приходит к выводу, что свобода возможна только в анархии.
Эдгар Бауэр — немецкий политический философ, член младогегельянцев. По словам Лоуренса С. Степелевича, Эдгар Бауэр был самым анархистским из младогегельянцев, и «… в ранних работах Эдгара Бауэра можно разглядеть теоретическое обоснование политического терроризма». Немецкие анархисты, такие как Макс Неттлау и Густав Ландауэр, приписывали Эдгару Бауэру основание анархистской традиции в Германии. В 1843 году он опубликовал книгу под названием «Конфликт критики с церковью и государством». Из-за этого его обвинили в подстрекательстве к мятежу. Он был заключён на четыре года в Магдебургскую крепость. Пока он находился в тюрьме, его бывшие соратники Маркс и Энгельс опубликовали резкую критику его и его брата Бруно под названием «Святое семейство». Они возобновили атаку в «Немецкой идеологии», которая в то время не была опубликована.

### Макс Штирнер
Иоганн Каспар Шмидт, он же Макс Штирнер (псевдоним, который он взял от школьного прозвища, которое он получил в детстве из-за своего высокого лба, по-немецки «Штирн»), был немецким философом, который считается одним из отцов литературных отцов нигилизма, экзистенциализма, постмодернизма и анархизма, особенно индивидуалистического анархизма. Основная работа Штирнера — Единственный и его достояние. Эта работа была впервые опубликована в 1844 году в Лейпциге и с тех пор появлялась в многочисленных изданиях и переводах.
Философию Штирнера обычно называют «эгоизмом». Он говорит, что эгоист отвергает стремление к преданности «великой идее, благому делу, доктрине, системе, высокому призванию», говоря, что эгоист не имеет политического призвания, а скорее «живёт сам по себе», не обращая внимания на то, «насколько хорошо или плохо может жить человечество при этом». Штирнер считал, что единственным ограничением прав человека является его способность получать то, что он желает. Он предполагает, что большинство общепринятых социальных институтов, включая понятие государства, собственность как право, естественные права в целом и само понятие общества, были просто призраками в сознании. Штирнер хотел «упразднить не только государство, но и общество как институт, ответственный за своих членов».
Идея Макса Штирнера о союзе эгоистов впервые была изложена в книге Единственный и его достояние. Профсоюз понимается как несистематическое объединение, которое Штирнер предложил в отличие от государства. Союз понимается как отношения между эгоистами, которые постоянно обновляются при поддержке всех сторон посредством волевого акта. Профсоюз требует, чтобы все партии участвовали из сознательного эгоизма. Если одна сторона молча обнаруживает, что страдает, но терпит и сохраняет видимость, союз выродился во что-то другое. Этот союз не рассматривается как власть, стоящая выше собственной воли человека. Эта идея получила интерпретации для политики, экономики, секса и любви.
Штирнер утверждал, что собственность возникает благодаря силе: «Кто знает, как взять и защитить вещь, тому принадлежит собственность. Всё, что в моей власти, принадлежит мне. До тех пор, пока я утверждаю себя как владельца, я являюсь владельцем вещи. Я не отступаю робко от вашей собственности, но всегда рассматриваю её как свою собственность, в которой я ничего не уважаю. Прошу вас, сделайте то же самое с тем, что вы называете моей собственностью!». Его концепция «эгоистической собственности» не только отвергает моральные ограничения в отношении того, как собственник получает и использует вещи, но и включает в себя других людей.
Хотя философия Штирнера индивидуалистична, она оказала влияние на некоторых либертарных коммунистов и анархо-коммунистов. Формы либертарного коммунизма, такие как повстанческий анархизм, находятся под влиянием Штирнера. Анархо-коммунистка Эмма Голдман находилась под влиянием как Штирнера, так и Петра Кропоткина и смешала их философии в своей собственной.

## Иоганн Мост
Иоганн Йозеф Мост — немецко-американский политик, редактор газеты и оратор. Ему приписывают популяризацию концепции «Пропаганды действием».
По мере того, как 1860-е годы подходили к концу, большинство было привлечено к идеям международного социализма, зарождающегося политического движения в Германии и Австрии. Большинство из них увидели в доктринах Карла Маркса и Фердинанда Лассаля план нового эгалитарного общества и стали горячими сторонниками социал-демократии, как тогда называлось марксистское движение. Мост неоднократно арестовывался за его нападки на патриотизм, традиционную религию и этику, а также за его евангелие терроризма, проповедуемое в прозе и во многих песнях, например, в его «Пролетарском песеннике».
После того, как Мост выступил за насильственные действия, включая использование взрывных устройств, в качестве механизма для осуществления революционных перемен, правительство отправило его в изгнание. Он отправился во Францию, но был вынужден уехать в конце 1878 года, поселившись в Лондоне. Там он основал собственную газету «Freiheit (Свобода)», первый номер которой вышел из печати 4 января 1879 года. Убедившись на собственном опыте в бесполезности парламентских действий, Мост начал поддерживать доктрину анархизма, что привело к его исключению из Социал-демократической партии Германии в 1880 году. Воодушевлённый новостями о рабочей борьбе и производственных спорах в Соединённых Штатах, Мост эмигрировал в США после освобождения из тюрьмы в 1882 году. Он быстро начал агитировать в своей приёмной стране среди других немецких эмигрантов. Большинство возобновило публикацию «Freiheit» в Нью-Йорке. Он был заключён в тюрьму в 1886 году, снова в 1887 году и в 1902 году, в последний раз на два месяца за публикацию после убийства президента Маккинли редакционной статьи, в которой он утверждал, что убийство правителя не является преступлением. Одарённый оратор, наиболее широко распространял эти идеи в марксистских и анархистских кругах Соединённых Штатов и привлёк многих приверженцев, в первую очередь Эмму Голдман и Александра Беркмана. Мост был в Цинциннати, штат Огайо, чтобы выступить с речью, когда он заболел. Врачи, которым поставили диагноз рожистое воспаление, мало что могли для него сделать, и он умер через несколько дней.

## Немецкий индивидуалистический анархизм
Влиятельная форма индивидуалистического анархизма, называемая «эгоизмом» или эгоистический анархизм, была изложена одним из первых и наиболее известных сторонников индивидуалистического анархизма, немцем Максом Штирнером. Книга Штирнера «Единственный и его достояние», опубликованная в 1844 году, является основополагающим текстом философии. Согласно Штирнеру, единственным ограничением свободы личности является их способность получать то, что они желают без учёта Бога, государства или морали. Для Штирнера права были призраками в сознании, и он считал, что общества как абстрактного целого не существует, а скорее «индивидуумы являются его реальностью». Штирнер выступал за самоутверждение и предвидел союзы эгоистов, добровольные и несистематические объединения, постоянно обновляемые при поддержке всех сторон посредством волевого акта, который Штирнер предложил в качестве формы организации вместо государства. Эгоистичные анархисты утверждают, что эгоизм будет способствовать подлинному и спонтанному союзу между людьми. Эгоизм вдохновил множество интерпретаций философии Штирнера. Он был заново открыт и пропагандировался немецким философом-анархистом и ЛГБТ-активистом Джоном Генри Маккеем.

### Джон Генри Маккей
В Германии немец шотландского происхождения Джон Генри Маккей стал самым важным индивидуалистическим анархистским пропагандистом. Он объединил эгоизм Штирнера с позицией Бенджамина Такера и перевёл Такера на немецкий язык. Два его собственных полу-вымышленных сочинения «Анархист» и «Искатель свободы» внесли вклад в теорию индивидуализма, актуализируя эгоистические темы в отношении анархистского движения. Его работы также были переведены на английский язык. Маккей также является важным европейским ранним активистом за права ЛГБТ.

### Адольф Бранд
Адольф Бранд — немецкий писатель, анархист-штирнерист и один из первых борцов за признание мужской бисексуальности и гомосексуальность. Бранд опубликовал первое в мире продолжающееся гомосексуальное издание Der Eigene в 1896 году. Название было взято от имени Штирнера, который оказал большое влияние на молодого Бранда, и отсылает к концепции Штирнера о «самостоятельности» личности. «Der Eigene» концентрировался на культурных и научных материалах, и за время существования журнала его номер в среднем набирал около 1500 подписчиков. Среди авторов были Эрих Мюзам, Курт Хиллер, Джон Генри Маккей (под псевдонимом Сагитта) и художники Вильгельм фон Глоден, Саша Шнайдер. Бранд сам написал много стихотворений и статей. Бенджамин Такер следил за этим журналом из Соединённых Штатов.

### Ансельм Рюст (Эрнст Самуэль) и Майнона (Саломо Фридлендер)
Der Einzige — название немецкого индивидуалистического анархистского журнала. Журнал выходил в 1919 году как еженедельник, затем периодически до 1925 года и редактировался кузеном Ансельмом Рюстом (псевдоним. для Эрнста Самуэля) и Минона (псевд. для Саломо Фридлендер). Его название было заимствовано из книги «Der Einzige und sein Eigentum (c нем. Единственный и его достояние)» Макса Штирнера. Другим влиянием была мысль немецкого философа Фридриха Ницше. Публикация была связана с местным художественным течением экспрессионизма и переходом от него к дадаизму.

## Анархизм в немецкой революции 1918—1919 годов и при нацизме
Во время восстания в Германии, известного как Баварская Советская Республика, анархисты Густав Ландауэр, Йохан Сильвио Гезелль, Э́рих Курт Мю́зам занимали важные руководящие посты в структурах революционного совета. 6 апреля 1919 года была официально провозглашена Советская Республика. Первоначально им управляли члены USPD, такие как Эрнст Толлер, и анархисты, такие как Густав Ландауэр, Сильвио Гезелл и Эрих Мюзам.

### Густав Ландауэр
Густав Ландауэр — один из ведущих теоретиков анархизма в Германии конца 19-го и начала 20-го века. Он был сторонником коммунистического анархизма и убежденным пацифистом. С 1909 по 1915 год Ландауэр издавал в Берлине журнал «Социалист», который считался рупором «Социалистической федерации», основанной Ландауэром в 1908 году. Среди первых членов были Эрих Мюзам и Мартин Бубер. Когда 7 апреля 1919 года была провозглашена советская республика против избранного правительства Йоханнеса Хоффмана, Ландауэр стал комиссаром просвещения и общественного просвещения. После того, как город Мюнхен был отвоеван немецкой армией и подразделениями «Freikorps», Густав Ландауэр был арестован 1 мая 1919 года и забит камнями до смерти солдатами через день в мюнхенской тюрьме «Штадельхайм». После того, как нацисты были избраны в Германии в 1933 году, они разрушили могилу Ландауэра, которая была воздвигнута в 1925 году, отправили его останки еврейской общине Мюнхена, взяв с них плату за расходы. Позже Ландауэр был похоронен на Мюнхенском лесном кладбище Вальдфридхоф.
Ландауэр поддерживал анархизм уже в 1890-х годах. В те годы он был особенно увлечен индивидуалистическим подходом Макса Штирнера. Он не хотел придерживаться исключительно индивидуального подхода Штирнера, но хотел создать новую широкую общественность, единство и сообщество. Его «социальный анархизм» был объединением людей на добровольной основе в небольшие социалистические сообщества, которые собирались вместе свободно. Целью Ландауэра всегда было освобождение от государства, церкви или других форм подчинения в обществе. Отрицание государства является общим для всех анархистских позиций. Некоторые также отвергают институты и моральные концепции, такие как церковь, супружество или семья; отказ, конечно, добровольный. Ландауэр выступил против марксистов и социал-демократов, упрекая их в желании создать другое государство, исполняющее власть. Для него анархизм был духовным движением, почти религиозным. В отличие от других анархистов он не отвергал супружество; напротив, в системе Ландауэра оно было столпом общества. Истинный анархизм возникает в результате «внутренней сегрегации» индивидов. Это именно то, от чего нужно освободиться. Предпосылкой для автономии и независимости, соответственно, является «уединение», которое ведёт к «Единству с миром». Согласно Ландауэру, необходимо изменить природу человека или, по крайней мере, изменить его пути, чтобы, наконец, могли появиться внутренние убеждения и жить. Это включает в себя «анархизм дела», который никогда не является строго теоретическим.

### Сильвио Гезель
Сильвио Гезель — был немецким торговцем, экономистом-теоретиком, общественным деятелем, анархистом и основателем «Freiwirtschaft». После кровавого конца Советской Республики Гезелла несколько месяцев держали под стражей, пока мюнхенский суд не оправдал его по обвинению в государственной измене из-за речи, которую он произнёс в свою защиту. Из-за его участия в Советской Республике Швейцария отказала ему в возможности вернуться на свою ферму в Невшателе. Затем Гезелл переехал сначала в Нутеталь, Потсдам-Миттельмарк, затем обратно в Ораниенбург. После ещё одного короткого пребывания в Аргентине в 1924 году он вернулся в Ораниенбург в 1927 году. Здесь он умер от пневмонии 11 марта 1930 года.

### Эрих Мюзам
Эрих Мюзам — был немецко-еврейским анархистским эссеистом, потом и драматургом. Он появился в конце Первой мировой войны как один из ведущих агитаторов за федеративную Баварскую Советскую Республику. Также артист кабаре, он получил международную известность в годы Веймарской республики благодаря произведениям, в которых до прихода Гитлера к власти в 1933 году осуждался нацизм и высмеивался будущий диктатор. Мюзам умер в концентрационном лагере Ораниенбург в 1934 году.

## Рудольф Рокер, немецкий анархосиндикализм и Вторая мировая война
Рудольф Рокер вернулся в Германию в ноябре 1918 года по приглашению Фрица Катера присоединиться к нему в Берлине, чтобы воссоздать Свободную ассоциацию немецких профсоюзов (FVdG). FVdG была радикальной федерацией труда, которая вышла из СДПГ в 1908 году и становилась все более синдикалистской и анархистской. Во время Первой мировой войны анархизм не мог продолжать свою деятельность из-за страха перед правительственными репрессиями, но продолжал существовать как подпольная организация Рокер был против союза FVdG с коммунистами во время и сразу после Ноябрьской революции, поскольку он отвергал марксизм, особенно концепцию диктатуры пролетариата. Однако вскоре после прибытия в Германию он снова серьёзно заболел. Он начал выступать с публичными речами в марте 1919 года, в том числе на съезде работников военного дела в Эрфурте, где он призвал их прекратить производство военных материалов. В этот период ФВдГ быстро росла, и коалиция с коммунистами вскоре начала разваливаться. В конце концов все синдикалистские члены Коммунистической партии были изгнаны. С 27 по 30 декабря 1919 года в Берлине проходил двенадцатый национальный конгресс FVdG. Организация решила стать Свободным рабочим союзом Германии (FAUD) в соответствии с новой платформой, которая была написана Рокером. Он отвергал политические партии и диктатуру пролетариата как буржуазные концепции. Программа признавала только децентрализованные, чисто экономические организации. Хотя отстаивалась общественная собственность на землю, средства производства и сырьё, национализация и идея коммунистического государства были отвергнуты. Рокер осуждал национализм как религию современного государства и выступал против насилия, вместо этого отстаивая прямое действие и просвещение рабочих.
После смерти Густава Ландауэра во время восстания в Мюнхенской Советской Республике Рокер взял на себя работу по редактированию немецких изданий сочинений Кропоткина. В 1920 году социал-демократический министр обороны Густав Носке начал подавление революционных левых, что привело к тюремному заключению Рокера и Фрица Катера. Во время их совместного задержания Рокер убедил Кейтера, который всё ещё придерживался некоторых социал-демократических идеалов, полностью придерживаться анархизма.
В середине 1920-х годов начался упадок синдикалистского движения в Германии. FAUD достигла своего пика, насчитывая около 150 000 членов в 1921 году, но затем начала терять членов как Коммунистической, так и социал-демократической партии. Рокер объяснил эту потерю членства менталитетом немецких рабочих, привыкших к военной дисциплине, обвинив коммунистов в использовании тактики, сходной с нацистской, и, таким образом, привлечении таких рабочих. Сначала он планировал написать небольшую книгу о национализме, но затем начал работу над книгой «Национализм и культура», которая будет опубликована в 1937 году и станет одной из самых известных работ Рокера, около 1925 года. В 1925 году Рокер посетил Северную Америку с лекционным туром, в котором в общей сложности выступило 162 человека. Он был воодушевлен анархо-синдикалистским движением, которое он обнаружил в США и Канаде.
Вернувшись в Германию в мае 1926 года, он стал все больше беспокоиться о росте национализма и фашизма. Он писал Неттлау в 1927 году: «Каждый национализм начинается с Мадзини, но в его тени скрывается Муссолини». В 1929 году Рокер был одним из основателей Гильдии либертарианских библиофилов, издательства, которое выпускало работы Александра Беркмана, Уильяма Годвина, Эриха Мюзама и Джона Генри Маккея. В том же году он отправился в лекционный тур по Скандинавии и был впечатлен тамошними анархо-синдикалистами. По возвращении он задавался вопросом, способны ли немцы вообще мыслить анархистски. На выборах 1930 года Нацистская партия получила 18,3 % всех голосов, в общей сложности 6 миллионов. Рокер был обеспокоен: «Как только нацисты придут к власти, мы все пойдем по пути Ландауэра и Эйснера» (которые были убиты реакционерами в ходе восстания Мюнхенской Советской Республики).

## Послевоенное и современное время
После Второй мировой войны в газете «Фрай Арбетер Штайм» появилось обращение, в котором подробно описывалось тяжёлое положение немецких анархистов и содержался призыв к американцам поддержать их. К февралю 1946 года отправка посылок с гуманитарной помощью анархистам в Германии стала крупномасштабной операцией. В 1947 году Рокер опубликовал «Zur Betrachting der Lage в Deutschland (с нем.: Относительно изображения ситуации в Германии)» о невозможности другого анархистского движения в Германии. Это стало первым анархистским произведением, распространенным в Германии после Второй мировой войны. Рокер считал, что все молодые немцы либо абсолютно циничны, либо склонны к фашизму, и ждал, когда вырастет новое поколение, прежде чем анархизм снова сможет расцвести в стране. Тем не менее, Федерация либертарных социалистов (FFS) была основана в 1947 году бывшими членами FAUD. Рокер писал для своего органа «Свободное общество», который просуществовал до 1953 года. В 1949 году Рокер опубликовал ещё одну хорошо известную работу. 10 сентября 1958 года Рокер умер в колонии Мохеган.
«Graswurzelrevolution» — анархо-пацифистский журнал, основанный в 1972 году Вольфгангом Хертле в Западной Германии. Он фокусируется на социальном равенстве, антимилитаризмe и экологии. Журнал считается самым влиятельным и долгоживущим анархистским изданием послевоенного периода Германии. Нулевой выпуск журнала grasswurzelrevolution (GWR) [Революция на низовом уровне] был опубликован летом 1972 года в Аугсбурге, Бавария.

### Пандемия COVID-19
Анархисты, либертарные социалисты и антифашисты в Германии протестуют против того, что рассматривается как усиление государственного контроля и надзора. Сосредоточение внимания на усилении джентрификации, имущественном неравенстве, выселениях и полицейских мерах. Анархисты стали свидетелями участившихся выселений анархистских общин и сквотов.